# امانوئل آزنار
امانوئل آزنار (فرانسوی: Emmanuel Aznar‎; زاده ۲۳ دسامبر ۱۹۱۵ – درگذشته ۴ اکتبر ۱۹۷۰) بازیکن فوتبال اهل فرانسه بود.
از باشگاه‌هایی که در آن بازی کرده‌است می‌توان به باشگاه فوتبال المپیک مارسی، و باشگاه فوتبال المپیک مارسی، و باشگاه فوتبال المپیک مارسی، اشاره کرد.
وی همچنین در تیم ملی فوتبال فرانسه بازی کرده‌است.